# Jean M. Auel
Jean M. Auel (født Jean Marie Untinen 18. februar 1936) er en amerikansk forfatter og kendt for at have skrevet serien Jordens børn, som handler om fortidskvinden Ayla. Der er udkommet seks bøger i den nu afsluttede serie.

## Jordens børn-serien
1. Hulebjørnens klan (The Clan of the Cave Bear), 1980
2. Hestenes dal (The Valley of Horses), 1982
3. Mammutjægerne (The Mammoth Hunters), 1985
4. Rejsen over stepperne (The Plains of Passage), 1990
5. Folket i klippehulerne (The Shelters of Stone), 2002
6. Hulernes sang (The Land of Painted Caves), 2011

Hulebjørnens klan (The Clan of the Cave Bear) er filmatiseret i 1986.